# Typothoracisinae
Typothoracisinae es un clado de aetosaurios dentro de la familia Stagonolepididae. Es un taxón basado en raíces definido como todos los aetosaurios más cercanos a Typothorax que a Stagonolepis o a Desmatosuchus. Como muchos otros taxones de aetosaurios, muchas de las sinapomorfias que diagnostican el clado se hallan en los osteodermos. Estas incluyen un muy agudo ángulo de flexión entre los flancos de las placas dorsales y laterales y las triangulares de la pelvis y las placas anteriores caudales, dorsales y laterales poseen bordes semicirculares y cimas en forma de ganchos.

## Filogenia
Cladograma según un análisis presentado por Julia B. Desojo, Martin D. Ezcurra y Edio E. Kischlat (2012):
|  | Typothorax    |
|  |               |
|  | Redondasuchus |
|  |               |

|  | Tecovasuchus chatterjeei                                                                  |
|  |                                                                                           |
|  | \| \| Rioarribasuchus chamaensis \| \| \| \| \| \| Paratypothorax andressorum \| \| \| \| |
|  |                                                                                           |
|  | Rioarribasuchus chamaensis                                                                |
|  |                                                                                           |
|  | Paratypothorax andressorum                                                                |
|  |                                                                                           |

|  | Rioarribasuchus chamaensis |
|  |                            |
|  | Paratypothorax andressorum |
|  |                            |

|  | Typothorax    |
|  |               |
|  | Redondasuchus |
|  |               |

|  | Tecovasuchus chatterjeei                                                                  |
|  |                                                                                           |
|  | \| \| Rioarribasuchus chamaensis \| \| \| \| \| \| Paratypothorax andressorum \| \| \| \| |
|  |                                                                                           |
|  | Rioarribasuchus chamaensis                                                                |
|  |                                                                                           |
|  | Paratypothorax andressorum                                                                |
|  |                                                                                           |

|  | Rioarribasuchus chamaensis |
|  |                            |
|  | Paratypothorax andressorum |
|  |                            |